# 리라 (프로게이머)
리라(본명: 남태유, 1995년 1월 15일~ )는 대한민국의 전직 리그 오브 레전드 프로게이머이다. 프로게임단 지도자로 활동하고 있다. 선수 시절 아이디는 Lira이며 포지션은 정글이었다.

## 선수 시절
2013년, CTU에서 프로 커리어를 시작했다.
2013년 5월 30일, KT 롤스터 애로우즈에 입단했다. 2013 서머 시즌에서는 예선전에서 탈락했다.
2014년 2월, CJ 엔투스 프로스트에 입단했다. 2014년 3월, 팀에서 퇴단했다.
2015년 5월, Anarchy에 입단했다. 서머 시즌을 앞둔 승강전에서 팀의 승격에 기여했다. 2016시즌에서도 아프리카에서 좋은 모습을 보여주었다.
2017시즌을 앞두고 팀 엔비어스에 입단했다. 스프링 시즌 팀의 에이스로 활동하면서 팀의 잔류에 기여했다. 시즌 종료 후 올스타팀에 선정되었다. 서머 시즌에서도 팀의 에이스로 활동했다.
2018시즌을 앞두고 클러치 게이밍에 입단했다. 스프링 시즌 좋은 모습을 보여주면서 팀의 포스트시즌 진출에 기여했다. 서머 시즌에서는 좋지 못한 모습을 보여주었다. 
2019시즌에서도 팀에서 활약했으며 서머 시즌에서는 좋은 모습을 보여주었다.
2020시즌을 앞두고 서라벌 게이밍에 입단했다. 하지만 팀은 챌린저스 예선에서 탈락했다. 이후 서라벌 게이밍이 팀 ESC와 합쳐지게 되었지만 합류하지 않았다.

## 은퇴 이후
서라벌 게이밍에서 퇴단한 이후 LCK의 분석데스크에 합류했다.
2021시즌을 앞두고 아프리카 프릭스의 코치직에 합류했다. 2021시즌 종료 후 팀에서 퇴단했다.
2022시즌을 앞두고 LCK 챌린저스리그의 해설자로 합류했다. 2022 서머 시즌을 앞두고 김동준이 일신상의 이유로 해설위원 직에서 물러남에 따라 LCK의 해설위원으로 합류했다.

## 소속팀

### 선수
| # | 팀명               | 소속 기간              | 소속 리그 | 비고 |
| - | ------------------ | ---------------------- | --------- | ---- |
| 1 | CTU                | 2013                   | LCK       |      |
| 2 | KT 롤스터 애로우즈 | 2013.05.30~2014.02.04  | LCK       |      |
| 3 | CJ 엔투스          | 2014.02.06~2014.03.03  | LCK       |      |
| 4 | Anarchy            | 2015.05~2016.11.02     | LCK       |      |
| 5 | 팀 엔비어스        | 2016.12.25~ 2017.11.21 | LCS       |      |
| 6 | 클러치 게이밍      | 2017.12.03~2019.11.20  | LCS       |      |
| 7 | 서라벌 게이밍      | 2019.12.02~2019.12.24  | CK        |      |

### 지도자
| # | 팀명            | 직책 | 소속 기간             | 소속 리그 | 비고 |
| - | --------------- | ---- | --------------------- | --------- | ---- |
| 1 | 아프리카 프릭스 | 코치 | 2020.11.06~2021.11.16 | LCK       |      |